# Sept Morts sur ordonnance
Pour plus de détails, voir Fiche technique et Distribution.
Sept Morts sur ordonnance est un film franco-hispano-ouest-allemand réalisé par Jacques Rouffio, sorti en 1975.

## Synopsis
Dans une ville de province (Clermont-Ferrand), à dix ans de distance, deux chirurgiens vont connaître le même destin : ils seront tous deux victimes de manœuvres, rumeurs, pressions et réprobations les poussant en fin de compte au suicide…
Les deux médecins sont pourtant aussi différents qu'il est possible de l'être, hormis par leur professionnalisme et leur refus des compromis. C'est ce qui gêne le professeur Brézé et son clan (trois fils et un gendre, tous médecins) pour les pertes de clients que subit la clinique qu'il dirige. 
Un psychiatre en bonnes relations avec tout le monde (Mathy, joué par Michel Auclair) est le seul à connaître tous les éléments de l'affaire, mais ceux-ci ne se dévoilent que peu à peu après plusieurs fausses pistes.

## Fiche technique
- Durée : 106 minutes
- Réalisé par : Jacques Rouffio
- 1er assistant-réalisateur : Denys Granier-Deferre
- 2e assistant-réalisateur : Marc Cemin
- Scénario : Georges Conchon
- Directeur de la photographie : Andréas Winding
- Chef machiniste : Bernard Largemains
- Musique : Philippe Sarde
- Ingénieur du son : William Robert Sivel
- Décorateur : Jean-Jacques Caziot
- Costumes : Jacques Fonteray
- Montage : Geneviève Winding
- Sociétés de production : Belstar Productions, Films 66, Jet Films (Barcelone), T.I.T. Film Produktion (Munich)
- Distribution : AMLF (Paris)
- Date de sortie : 3 décembre 1975

## Distribution
- Michel Piccoli : le docteur Losseray
- Gérard Depardieu : le docteur Jean-Pierre Berg
- Jane Birkin : Mme Jane Berg
- Pascal & Patricia Pellen : les enfants du docteur et Mme Berg
- Marina Vlady : Mme Losseray
- Charles Vanel : le professeur Brézé
- Michel Auclair : le docteur Mathy
- Antonio Ferrandis : le policier Giret (doublé par Julien Guiomar)
- Étienne Draber : Robert Brézé
- Coline Serreau : Sonia, associée de Mme Losseray
- Monique Mélinand : Mme Giret
- José Maria Prada : Simon, l'anesthésiste
- Valérie Mairesse : Mlle Lambert, infirmière

## Tournage
Le film a été tourné  de juin à août 1975, principalement à Madrid, puis à Clermont-Ferrand.
Gérard Depardieu escalade la façade de l'Hôtel-Dieu, le balcon de Michel Piccoli et Marina Vlady fait face à la vaste place de Jaude et la cathédrale, on reconnaît la gare SNCF. Le garage et la station-service devant lesquels se gare à la fin Michel Piccoli sont aujourd'hui démolis. La mise à bas de l'îlot pour la réalisation d'un projet immobilier et commercial a également entraîné la démolition d'un cinéma du quartier.

## Détails de réalisation
Sept Morts sur ordonnance s'inspire d'un tragique fait divers : le suicide à Reims le 18 septembre 1969 d'un chirurgien présentant des similitudes avec le suicide d'un autre de ses confrères survenu dans la même ville, le 23 mars 1952. Dans le cadre d'une histoire de cercle de jeux, ces deux chirurgiens rémois réputés qui ont en commun leur probité, sont victimes d’une campagne de calomnies et de chantage du puissant mandarin local dont ils écornaient la clientèle et le prestige. Ces pressions les poussent à abattre leur famille (le premier sa femme, le second sa femme et ses trois enfants) à coups de carabine puis à se suicider avec la même arme. Le personnage du Dr. Brézé joué par Charles Vanel ferait référence à Joseph Bouvier, éminent médecin et maire de Reims durant l'occupation allemande.
Partant de cette histoire vraie, le scénariste Georges Conchon s'est lancé dans un véritable travail d'enquête. Il s'est rendu à Reims, dans la ville même où avait eu lieu ce double suicide, et a fréquenté un bar où avaient coutume de se rencontrer les notables locaux, ceci afin de glaner un maximum d'informations qui pouvaient lui être utiles pour l'écriture du scénario,

## Récompenses et distinctions

### Récompenses
- Césars 1976 : 
  - César du meilleur montage pour Geneviève Winding

### Nominations
- Césars 1976
  - nomination au César du meilleur acteur pour Gérard Depardieu
  - nomination au César du meilleur scénario original ou adaptation pour Georges Conchon et Jacques Rouffio
  - nomination au César du meilleur film

## Adaptation théâtrale
En 2019, Anne Bourgeois et Francis Lombrail adaptent le scénario au Théâtre Hébertot dans une mise en scène  d'Anne Bourgeois avec notamment dans les rôles principaux Bruno Wolkowitch et Claude Aufaure.